# Лыки (община)
Лыки (болг. Община Лъки) — община в Болгарии. Входит в состав Пловдивской области. Население составляет 3582 человека (на 21.07.05 г.).

## Состав общины
В состав общины входят следующие населённые пункты:
1. Балкан-Махала
2. Белица
3. Борово
4. Джурково
5. Дряново
6. Здравец
7. Лыкавица
8. Лыки
9. Манастир
10. Четрока
11. Югово

1. ↑  НСИ Националният регистър на населените места (болг.)